# Salmiech
Salmiech är en kommun i departementet Aveyron i regionen Occitanien i södra Frankrike. Kommunen ligger  i kantonen Cassagnes-Bégonhès som ligger i arrondissementet Rodez. År 2022 hade Salmiech 764 invånare.

## Befolkningsutveckling
Antalet invånare i kommunen Salmiech
Referens: INSEE